# District judiciaire de Toro
Le district judiciaire de Toro est un district judiciaire espagnol de la province de Zamora, en Castille et León, Espagne. 

## Introduction
La province de Zamora compte 5 districts judiciaires :
- District judiciaire de Toro.
- District judiciaire de Zamora.
- District judiciaire de Benavente.
- District judiciaire de Puebla de Sanabria.
- District judiciaire de Villalpando.

## Liste des communes
Communes du district judiciaire :
Abezames, La Bóveda de Toro, Cañizal, Castrillo de la Guareña, Cuelgamures, Fuentelapeña, Fuentesaúco, Fuentesecas, Fuentespreadas, Guarrate, Morales de Toro, El Pego, Peleagonzalo, Pinilla de Toro, Pozoantiguo, Toro, Vadillo de la Guareña, Valdefinjas, Vallesa de la Guareña, Vezdemarbán, Villabuena del Puente, Villaescusa, Villalonso, Villamor de los Escuderos, Villardondiego et Villavendimio.